# Kroktjärnen (Floda socken, Dalarna, 669541-144051)
Kroktjärnen är en sjö i Gagnefs kommun i Dalarna och ingår i Norrströms huvudavrinningsområde. Sjön har en area på 0,112 kvadratkilometer och ligger 248,1 meter över havet.

## Delavrinningsområde
Kroktjärnen ingår i det delavrinningsområde (669675-144017) som SMHI kallar för Utloppet av Tyren. Medelhöjden är 294 meter över havet och ytan är 34,9 kvadratkilometer. Räknas de 2 avrinningsområdena uppströms in blir den ackumulerade arean 76,73 kvadratkilometer. Norrboån (Tyrsån) som avvattnar avrinningsområdet har biflödesordning 4, vilket innebär att vattnet flödar genom totalt 4 vattendrag innan det når havet efter 304 kilometer. Avrinningsområdet består mestadels av skog (76 procent). Avrinningsområdet har 1,88 kvadratkilometer vattenytor vilket ger det en sjöprocent på 5,4 procent.